# Paul Frommelt
Paul Frommelt (n. 9 august 1957, Schaan, Liechtenstein) este un schior alpin ce a reprezentat Liechtenstein, medaliat olimpic. A participat la 4 ediții ale Jocurilor Olimpice (1976, 1980, 1984, 1988) în care a câștigat o medalie de bronz.